# رالی سافاری ۲۰۲۲
رالی سافاری ۲۰۲۲ (همچنین به عنوان رالی سافاری کنیا ۲۰۲۲ نیز شناخته می‌شود) یک رویداد اتومبیل رانی برای خودروهای رالی بود که طی چهار روز بین ۲۳ و ۲۶ ژوئن ۲۰۲۲ در کشور کنیا برگزار شد. این شصت و نهمین دوره رالی سافاری بود. این رویداد ششمین دور از رالی قهرمانی جهان ۲۰۲۲، مسابقات رالی قهرمانی جهان ۲ و رالی قهرمانی جهان ۳ نیز بود. رویداد فصل ۲۰۲۲ در نایروبی و در نوزده مرحله ویژه که در مجموع مسافت رقابتی ۳۶۳٫۴۴ کیلومتر (۲۲۵٫۸۳ مایل) را پوشش می‌داد برگزار شد.
سباستین اوژیه و جولین اینگراسیا مدافعان برد در این رالی بودند. با این حال، اینگراسیا از این عنوان خود دفاع نکرد او در پایان فصل ۲۰۲۱ از این ورزش بازنشسته شده بود. اونکار رای و درو استوراک مدافعان برد این رالی در رده رالی ۳ بودند.
کاله رووانپرا و یون هالتونن در این رویداد به پیروزی رسیدند. تیم آنها، تویوتا گازو ریسینگ دبلیوآرتی، با موفقیت از عنوان برد خود دفاع کرد.کاجتان کاجتانوویچ و ماسیاچ سچپنیاک قهرمان مسابقات رالی قهرمانی جهان ۲ شدند. ماکسیم واهوم و میوراژ ویگوا در رده رالی قهرمانی جهان ۳ و همچنین کلاس رالی قهرمانی نوجوانان جهان به پیروزی رسیدند.

## پیش زمینه

### فهرست ورودی
رانندگان و کمک‌رانندگان زیر وارد این رویداد شدند. این رویداد برای خدمه‌هایی که در مسابقات رالی قهرمانی جهان، دسته‌های پشتیبانی آن، مسابقات رالی قهرمانی جهان ۲ و مسابقات رالی قهرمانی جهان ۳، و شرکت‌های خصوصی که برای کسب امتیاز در هیچ مسابقاتی ثبت نام نکرده‌اند، باز بود. دوازده خدمه رالی ۲ در مسابقات رالی قهرمانی جهان ۲ و پنج خدمه کلاس رالی ۳ در مسابقات الی قهرمانی جهان ۳ تحت مقررات رالی ۱ وارد این رویداد شدند.
| شماره. | راننده           | نقشه‌خوان          | تیم                               | خودرو                   | وضعیت قهرمانی                   | تایر |
| ------ | ---------------- | ----------------- | --------------------------------- | ----------------------- | ------------------------------- | ---- |
| 1      | سباستین اوژیه    | بنجامین ویلا      | تویوتا گازو ریسینگ دبلیوآرتی      | تویوتا جی‌ار یاریس رالی۱ | راننده، نقشه‌خوان، سازنده        | P    |
| 2      | اولیور سولبرگ    | الیوت ادمونسن     | هیوندای شل موبیلز دبلیوآرتی       | هیوندای آی۲۰ ان رالی۱   | راننده، نقشه‌خوان، سازنده        | P    |
| 8      | اوت تاناک        | مارتین جروئوجا    | هیوندای شل موبیلز دبلیوآرتی       | هیوندای آی۲۰ ان رالی۱   | راننده، نقشه‌خوان، سازنده        | P    |
| 9      | جوردن سردریدیس   | Frédéric Miclotte | ام-اسپرت فورد دبلیوآرتی           | فورد پوما رالی۱         | راننده، نقشه‌خوان                | P    |
| 11     | تیری نوویل       | مارتین ویدایگه    | هیوندای شل موبیلز دبلیوآرتی       | هیوندای آی۲۰ ان رالی۱   | راننده، نقشه‌خوان، سازنده        | P    |
| 16     | آدرین فورمو      | الکساندر کوریا    | ام-اسپرت فورد دبلیوآرتی           | فورد پوما رالی۱         | Driver, Co-driver, Manufacturer | P    |
| 18     | تاکاموتو کاتسوتا | آرون جانستن       | تویوتا گازو ریسینگ دبلیوآرتی ان‌جی | تویوتا جی‌ار یاریس رالی۱ | راننده، نقشه‌خوان، سازنده/تیم    | P    |
| 19     | سباستین لوب      | ایزابل گالمیش     | ام-اسپرت فورد دبلیوآرتی           | فورد پوما رالی۱         | راننده، نقشه‌خوان، سازنده        | P    |
| 33     | الفین ایوانز     | اسکات مارتین      | تویوتا گازو ریسینگ دبلیوآرتی      | تویوتا جی‌ار یاریس رالی۱ | راننده، نقشه‌خوان، سازنده        | P    |
| 42     | کریگ برین        | پل ناگل           | ام-اسپرت فورد دبلیوآرتی           | فورد پوما رالی۱         | راننده، نقشه‌خوان، سازنده        | P    |
| 44     | گاس گرین‌اسمیت    | یوناس اندرسون     | ام-اسپرت فورد دبلیوآرتی           | فورد پوما رالی۱         | راننده، نقشه‌خوان                | P    |
| 69     | کاله رووانپرا    | یون هالتونن       | تویوتا گازو ریسینگ دبلیوآرتی      | تویوتا جی‌ار یاریس رالی۱ | راننده، نقشه‌خوان، سازنده        | P    |

#### جدول رده‌بندی قهرمانی
| 1 |   | کاله رووانپرا    | 145 |   | یون هالتونن    | 145 |  | تویوتا گازو ریسینگ دبلیوآرتی | 246 |
| 2 |   | تیری نوویل       | 80  |   | مارتین ویدایگه | 80  |  | هیوندای شل موبیلز دبلیوآرتی  | 184 |
| 3 | ۱ | اوت تاناک        | 62  | ۱ | مارتین جروئوجا | 62  |  | ام-اسپرت فورد دبلیوآرتی      | 142 |
| 4 | ۱ | تاکاموتو کاتسوتا | 62  | ۱ | آرون جانستن    | 62  |  | تویوتا گازو ریسینگ دبلیوآرتی | 68  |
| 5 | ۱ | کریگ برین        | 60  | ۱ | پل ناگل        | 60  |  |                              |     |